# Metabiantes flavus
Metabiantes flavus – gatunek kosarza z podrzędu Laniatores i rodziny Biantidae.

## Występowanie
Gatunek został wykazany z Angoli.